# Provinciale weg 397
De provinciale weg 397 (N397) is een provinciale weg in de provincie Noord-Brabant. De weg verbindt Eersel met Dommelen. Bij Eersel sluit de weg aan op de A67 richting Eindhoven en Antwerpen, bij Dommelen op de N69 richting Veldhoven en Neerpelt.
De weg is uitgevoerd als tweestrooks-gebiedsontsluitingsweg met buiten de bebouwde kom een maximumsnelheid van 80 km/h. Inhalen is over de gehele lengte niet toegestaan. Aanvankelijk was de weg in het gedeelte tussen Eersel en Westerhoven uitgevoerd als autoweg met een maximumsnelheid van 100 km/h. Na een herstructurering is de autowegstatus vervallen en zijn op de belangrijkste kruisingen rotondes aangelegd. In de gemeente Eersel heet de weg Provincialeweg. In de gemeente Bergeijk heet de weg achtereenvolgens Provincialeweg, Rijksweg en Dommelsedijk.
N62 · N69 · N251 · N252 · N253 · N254 · N255 · N256/A256 · N257 · N258 · N260 · N261 · N262 · N263 · N264 · N266 · N267 · N268 · N269 · N270/A270 · N271 · N272 · N273 · N274 · N275 · N276 · N277 · N278 · N279 · N280 · N281 · N282 · N283 · N284 · N285 · N286 · N287 · N288 · N289 · N290 · N291 · N292 · N293 · N294 · N295 · N296 · N296n · N297 · N298 · N300 · N321 · N322 · N324 · N329 · N389 · N394 · N395 · N396 · N397

N556 · N562 · N564 · N570 · N572 · N590 · N595 · N598 · N601 · N602 · N605 · N607 · N612 · N613 · N615 · N616 · N617 · N618 · N620 · N622 · N625 · N629 · N631 · N632 · N637 · N638 · N639 · N640 · N641 · N651 · N652 · N653 · N654 · N655 · N656 · N658 · N659 · N660 · N661 · N662 · N663 · N664 · N665 · N666 · N667 · N668 · N669 · N670 · N671 · N673 · N674 · N675 · N676 · N682 · N683 · N686 · N689 · N690 · N831 · N843

Voormalige provinciale wegen: N299 · N551 · N552 · N553 · N554 · N555 · N560 · N561 · N563 · N565 · N566 · N567 · N568 · N571 · N574 · N580 · N581 · N582 · N583 · N584 · N585 · N586 · N587 · N588 · N589 · N591 · N592 · N593 · N594 · N596 · N597 · N603 · N604 · N606 · N608 · N610 · N611 · N614 · N619 · N621 · N623 · N624 · N626 · N628 · N630 · N634 · N642 · N657